# Fáry István
Fáry István (Gyula, 1922. június 22. – El Cerrito, Contra Costa megye, Kalifornia, 1984. november 2.) magyar–amerikai matematikus.

## Élete
Szegeden végzett és doktorált 1947-ben, majd a Sorbonne-on újabb doktori fokozatot szerzett 1955-ben. Kanada után az USA-ba ment és a Kaliforniai Egyetem professzora lett Berkeleyben. Kutatási területe az algebrai topológia és a geometria. A csomózott térgörbék görbületével kapcsolatban bizonyított be egy fontos tételt, amit ma Fáry–Milnor-tételként ismerünk (1949). Egy másik tétele, a Fáry-tétel (1948) kimondja, hogy a síkbarajzolható gráfok minden esetben kizárólag egyenes szakaszok felhasználásával is megrajzolhatók, tehát a görbe vonalak használata nem eredményezi a lerajzolható síkgráfok nagyobb körét. Halála 62 éves korában hirtelen következett be.